# Alfredo Eidelsztein
Alfredo Eidelsztein, (Buenos Aires, 9 de diciembre de 1954) es un psicoanalista argentino, investigador y autor de libros sobre psicoanálisis. Es director de la sociedad psicoanalítica Apertura para Otro Lacan, que reúne centenas de psicoanalistas en Argentina, Brasil, Chile, Colombia, Costa Rica, España, Estados Unidos, Italia, Francia y México en torno a un Programa de Investigación Científica. Es doctor en psicología por la Universidad de Buenos Aires. Fue profesor en cursos de posgradro y dirigió tesis de doctorado en la misma institución desde 1980 a 2013. Ha dictado conferencias, cursos y seminarios en universidades e instituciones psicoanalíticas en Argentina, Italia, España, México, Colombia, Costa Rica, Uruguay, Ecuador, Brasil, Chile y Bolivia.

## Otro Lacan
En su investigación sobre la obra de Jacques Lacan, Eidelsztein sostiene que el “lacanismo” contemporáneo y el discurso hegemónico en psicoanálisis van en sentido contrario al modelo teórico propuesto por el propio Lacan, que habría sido asimilado a las concepciones sustancialistas de Sigmund Freud como resultado de una desviación teórico-ideológica promovida por sus herederos intelectuales.
Otro Lacan, publicado en 2015, rescata la crítica de Lacan a la orientación ontológica en psicoanálisis (que el propio Lacan denominó su “antifilosofía”). Eidelsztein critica la metafísica en psicoanálisis e indica diferencias fundamentales entre las teorías de Sigmund Freud y Jacques Lacan, especialmente en relación con el tema de la ontología.
La tesis de Eidelsztein es que las ideas anti-ontológicas de Lacan fueron borradas del discurso hegemónico del psicoanálisis debido a una desviación teórico-ideológica consistente con la ideología neoliberal y el sentido común. Eidelsztein presenta una fuerte crítica al programa de Jacques-Alain Miller, yerno y editor de Jacques Lacan, cuya concepción del sujeto constituiría una nueva ontología. La lectura propuesta por Eidelsztein en Otro Lacan contrapone "el cuerpo real, biologizado y biologizante de los lacanianos al cuerpo situado en la imaginería del nudo borromeo de Lacan; lo real de los lacanianos supuestamente inefable al real lógico-matemático de Lacan".
Las ideas que apoya Eidelsztein en Otro Lacan también fueron recibidas como un nuevo método de investigación, a través del cual se aborda el psicoanálisis en una perspectiva epistemológica y como una nueva teoría, radicalmente distinta y opuesta al psicoanálisis hegemónico; basado en la enseñanza de Lacan, pero resultado de la sistematización y lógica propuesta por Eidelsztein.

## Freudolacanismo y el estado de atraso del psicoanálisis contemporáneo
Para Eidelsztein, el psicoanálisis adolece de un importante retraso en su articulación y debate con teorías modernas como la física relativista y cuántica, la matemática de las incertidumbres, la lógica paraconsistente, las neurociencias, el análisis de discurso, los estudios de género y el feminismo.
Eidelsztein y sus seguidores conciben al “freudolacanismo”, al que se oponen, como la designación del estado actual de las concepciones de la comunidad psicoanalítica en sus variadas escuelas e instituciones cuyas características serían:
- considerar la acumulación de experiencias de las personas, tanto de los analizantes como de los analistas, como la principal fuente de conocimiento;
- mantener al psicoanálisis en una posición de extraterritorialidad científica;
- orientarse hacia el pasado desde el “retorno a Freud” – o el retorno a Lacan - y las viejas figuras de padre, hombre, mujer, familia, etc.;
- trabajar incansablemente para fundir y disolver la novedad del modelo teórico de Lacan en los conceptos que dejó Freud.

## Psicoanálisis y Big Bang
En El origen del sujeto en psicoanálisis. Del Big Bang del lenguaje y el discurso, publicado en 2018, Eidelsztein opone la teoría biológico-evolutiva de Sigmund Freud a las ideas creacionistas (creación ex nihilo) de Jacques Lacan. Mientras que para Freud el psicoanálisis opera sobre una persona/individuo, materia prima tangible y sustancial, para Lacan no existe una realidad pre-discursiva. El lenguaje ha estado siempre presente como estructura previa que alberga al sujeto. Relacionando el surgimiento del lenguaje con la teoría cosmológica del Big Bang, Eidelsztein trabaja las diferentes concepciones de ciencia, tiempo, espacio, materia y energía en las obras de Freud y Lacan, extrayendo las consecuencias para la teoría y la clínica psicoanalíticas.

## Obras (en castellano)
- El origen del sujeto en psicoanálisis. Del Bing Bang del lenguaje y el discurso (2018). Buenos Aires, Letra Viva.
- Otro Lacan. Estudio crítico sobre los fundamentos del psicoanálisis lacaniano (2015). Buenos Aires, Letra Viva.
- Las Estructuras Clínicas a partir de Lacan - Volumen 2 (2008). Buenos Aires, Letra Viva.
- La Topología en la Clínica Psicoanalítica (2006). Buenos Aires, Letra Viva.
- La Pulsión Respiratoria En Psicoanálisis (2004). Buenos Aires, Letra Viva.
- Las Estructuras Clínicas a partir de Lacan - Volumen 1 (2003). Buenos Aires, Letra Viva.
- El grafo del deseo (1995). Buenos Aires, Letra Viva.
- Modelos, esquemas y grafos en la enseñanza de Jacques Lacan (1992). Buenos Aires, Letra Viva.
- No hay sustancia corporal (2022). Buenos Aires, Letra Viva.

## Obras traducidas a otros idiomas
- A origem do sujeito em psicanálise (2020). São Paulo, Toro. (Portugués)
- Modelos, esquemas e grafos no ensino de Lacan (2019). São Paulo, Toro. (Portugués)
- O Grafo do Desejo (2017). São Paulo, Toro. (Portugués)
- Outro Lacan. Estudo crítico sobre os fundamentos da psicoanálise lacaniana (2023). Sao Paulo, Toro Editora. (Portugués)
- The Graph of Desire: Using the Work of Jacques Lacan (2009). Londres/Nueva York, Routledge. (Inglés)
- Il grafo del desiderio. Formalizzazioni in psicoanalisi (2015). Milan, Mimesis. (Italiano)
- L'origine del soggetto in psicoanalisi. Del big bang del linguaggio e del discorso (2020). Trento, Paginaotto. (Italiano)
- L’origine du sujet en psychanalyse (2023). París, L’Harmattan. (Francés)